# PsyFive
PsyFive – piąty album studyjny południowokoreańskiego rapera PSY. Został wydany 20 października 2010 roku przez YG Entertainment. Głównym utworem z płyty jest „Right Now”. Sprzedał się w nakładzie 24 021 egzemplarzy w Korei Południowej (stan na grudzień 2012 rok).

## Lista utworów
| CD  | CD                                                                               | CD                  | CD                 | CD            | CD      |
| Nr  | Tytuł utworu                                                                     | Tekst               | Kompozycja         | Aranżacja     | Długość |
| --- | -------------------------------------------------------------------------------- | ------------------- | ------------------ | ------------- | ------- |
| 1.  | „Ssagun” (kor. 싸군, ang. Mr. Ssa)                                               | PSY                 | PSY, Yoo Gun-hyung | Yoo Gun-hyung | 4:08    |
| 2.  | „Right Now”                                                                      | PSY                 | PSY, Yoo Gun-hyung | Yoo Gun-hyung | 3:24    |
| 3.  | „Oneulbamsae” (kor. 오늘밤새, ang. All Night Long)                               | PSY                 | PSY, Yoo Gun-hyung | Yoo Gun-hyung | 3:45    |
| 4.  | „Nae nun-eneun” (kor. 내 눈에는, ang. In My Eyes) (feat. Lee Jae-hoon)           | PSY                 | PSY, Yoo Gun-hyung | Yoo Gun-hyung | 3:52    |
| 5.  | „Thank You” (feat. Seo In-young)                                                 | PSY                 | PSY, Yoo Gun-hyung | Yoo Gun-hyung | 3:42    |
| 6.  | „Yesul-iya” (kor. 예술이야, ang. It's Art)                                       | PSY                 | PSY, Yoo Gun-hyung | Yoo Gun-hyung | 4:40    |
| 7.  | „Seolleinda” (kor. 설레인다, ang. Aflutter)                                      | PSY                 | PSY, Yoo Gun-hyung | Yoo Gun-hyung | 3:23    |
| 8.  | „Seoul-ui bamgeoli” (kor. 서울의 밤거리, ang. Night Street in Seoul) (feat. YDG) | PSY, Yang Dong-geun | PSY, Yoo Gun-hyung | Yoo Gun-hyung | 3:49    |
| 9.  | „Geuraeseo geuraess-eo” (kor. 그래서 그랬어, ang. That's Why) (feat. Jungyup)    | PSY                 | PSY, Yoo Gun-hyung | Yoo Gun-hyung | 4:21    |
| 10. | „Michidorok” (kor. 미치도록, ang. Like Crazy)                                    | PSY                 | PSY, Yoo Gun-hyung | Yoo Gun-hyung | 3:23    |
| 11. | „Soljikhi kkago malhae” (kor. 솔직히 까고 말해, ang. Spit It Out)                | PSY                 | PSY, Kim Do-hyun   | Kim Do-hyun   | 3:33    |
| 12. | „Naui Wanna Be” (kor. 나의 Wanna Be, ang. My Wanna Be)                           | PSY                 | PSY, Yoo Gun-hyung | Yoo Gun-hyung | 3:47    |